# Witteberge
Die Witteberge (auch Witteberg oder Witberge) sind ein Gebirgszug in der südafrikanischen Provinz Ostkap (Eastern Cape). Er erhebt sich bis zu 2771 Meter über dem Meeresspiegel und ist ein südwestlicher Ausläufer der Drakensberge.

## Geographie
Die Witteberge liegen nahe der Südwestgrenze Lesothos. Sie erstrecken sich von Lady Grey im Westen bis zum 2162 Meter hoch gelegenen Lundean’s Nek Pass (Sesotho: Nko ea khomo) im Osten über etwa 60 Kilometer und in Nord-Süd-Richtung über 20 Kilometer. Die höchste Erhebung ist der Avoca Peak mit 2771 Metern. Östlich des Passes steigt das Gebirge zum 3001 Meter hohen Ben MacDhui an, der zu den Drakensbergen gehört. Der Name (Afrikaans für „Weiße Berge“) beruht auf dem gelegentlichen Schneefall in dem Gebirge.
Die Witteberg Series besteht vor allem aus Schluffstein und dahinter zurücktretenden Sandstein. Sie ist ein fossilführender und der jüngste Abschnitt der Cape Supergroup im Übergang vom Devon zum Karbon. Demnach ist sie stratigrafisch direkt unter der Serie des glazialen Lower Karoo System (Dwyka-Gruppe) eingeordnet. Sie enthält unter anderem versteinerte Lepidodendron-artige Pflanzen sowie Pflanzen der Gattungen Sigillaria, Cyclostigma, Dutoitia (früher zu den Urfarnen gerechnet) und Zoophycos. Auch Spuren paläontologischer Fauna sind zahlreich. Unter anderem wurden hier zwei Familien entdeckt und beschrieben.

## Sonstiges

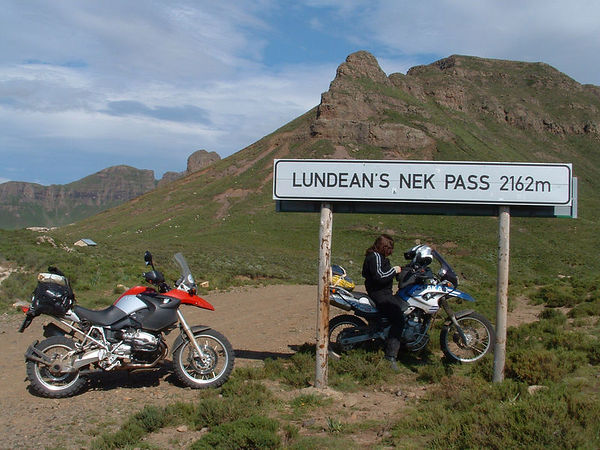
Lundean’s Nek

Die Witteberge bildeten die Südgrenze einer Exklave um Sterkspruit des bis 1994 bestehenden Homelands Transkei.
Die Schriftstellerin Olive Schreiner (1855–1920) wuchs in der wesleyanischen Wittebergen Mission Station nahe der Witteberge auf.
Witteberge ist auch der Name eines weiteren südafrikanischen Gebirgszugs im Freistaat (Freestate) an der Nordwestgrenze Lesothos. Außerdem gibt es einen gleichnamigen Höhenzug bei Laingsburg in der Provinz Westkap (Western Cape).